# Amblychaeturichthys hexanema
Amblychaeturichthys hexanema  es una especie de peces de la familia de los Gobiidae en el orden de los Perciformes.

## Depredadores
En la China es depredado por Cynoglossus semilaevis

## Hábitat
Es un pez de mar y de clima templado y demersal.

## Distribución geográfica
Se encuentra en la China, Corea y Japón. 

## Observaciones
Es inofensivo para los humanos. 